# Aloe cordifolia
Aloe cordifolia é uma espécie de liliopsida do gênero Aloe, pertencente à família Asphodelaceae.